# Eugène Béjot

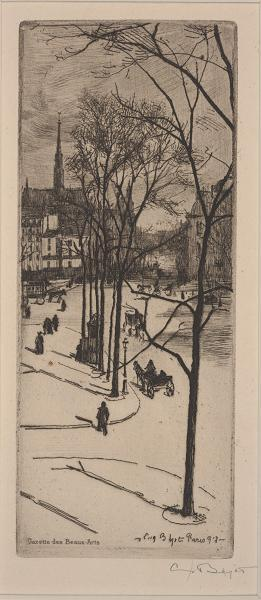
Una strada di Parigi, 1898, Dallas Museum of Art

Eugène Béjot (Parigi, 31 agosto 1867 – Parigi, 28 febbraio 1931) è stato un incisore e pittore francese.

## Biografia
Béjot studiò presso l'Académie Julian. Diventò noto con l'opera La Samaritaine, che fu esposta alla mostra Peintres-Graveurs a Parigi nel 1893. Realizzò molte incisioni, delle banchine e degli edifici di Parigi.
Nel 1908 fu membro della Royal Society of Painter-Etchers and Engravers di Londra. Nel 1912 diventò cavaliere della Legion d'onore.